# Sông Chao Phraya
Chao Phraya (tiếng Thái: แม่น้ำเจ้าพระยา, Menam Chao Phraya; thường được biết đến trong tiếng Việt với tên gọi sông Mê Nam) là một con sông lớn ở Thái Lan, phù sa của nó bồi đắp nên đồng bằng sông Mê Nam ở vùng hạ lưu tạo nên phần thuộc đại lục của quốc gia này.
Con sông này bắt đầu tại nơi hợp lưu của các sông Ping và Nan tại Nakhon Sawan (cũng gọi là Pak Nam Pho) ở tỉnh Nakhon Sawan. Sông Nan và hợp lưu lớn nhất của nó, sông Yom, chảy gần như song song từ Phitsanulok cho đến Chumsaeng ở phía Nam của tỉnh Nakhon Sawan. Hợp lưu lớn nhất của sông Ping là sông Wang chảy vào gần huyện Sam Ngao ở tỉnh Tak. Hệ thống sông Chao Phraya cung cấp nước tưới cho một diện tích khoảng 160.000 km², trong đó sông Ping đóng góp nhiều nhất với 35.000 km².
Sông Chao Phraya chảy từ phía Bắc đến phía Nam với chiều dài 372 km từ các đồng bằng Trung bộ đến Bangkok và vịnh Thái Lan. Tuy nhiên ở tỉnh Chainat sông này chia ra đôi thành dòng chính và sông Tha Chin chảy song song với dòng chính và đổ vào vịnh Thái Lan cách Bangkok khoảng 35 km về phía tây, tại Samut Sakhon. Ở vùng đồng bằng phù sa thấp bắt đầu dưới đập Chainat có nhiều con kênh đào (khlong) chảy ra từ sông chính, tạo thành hệ thống thủy lợi cho các đồng lúa. Các thành phố ven sông này có Nakhon Sawan, Uthai Thani, Chainat, Singburi, Ang Thong, Ayutthaya, Pathum Thani, Nonthaburi, Bangkok và Samut Prakan.
Các bản đồ cũ gọi tên con sông này là Mê Nam, Menam hay Mae Nam, trong tiếng Thái nghĩa là sông. Chao Phray cũng là một danh hiệu phong kiến Thái Lan, có thể dịch là "tướng" hay "lãnh chúa". Trong các phương tiện thông tin đại chúng bằng tiếng Anh tại Thái Lan, người ta thường dịch tên con sông này như là "sông của các vị vua".

## Chi lưu

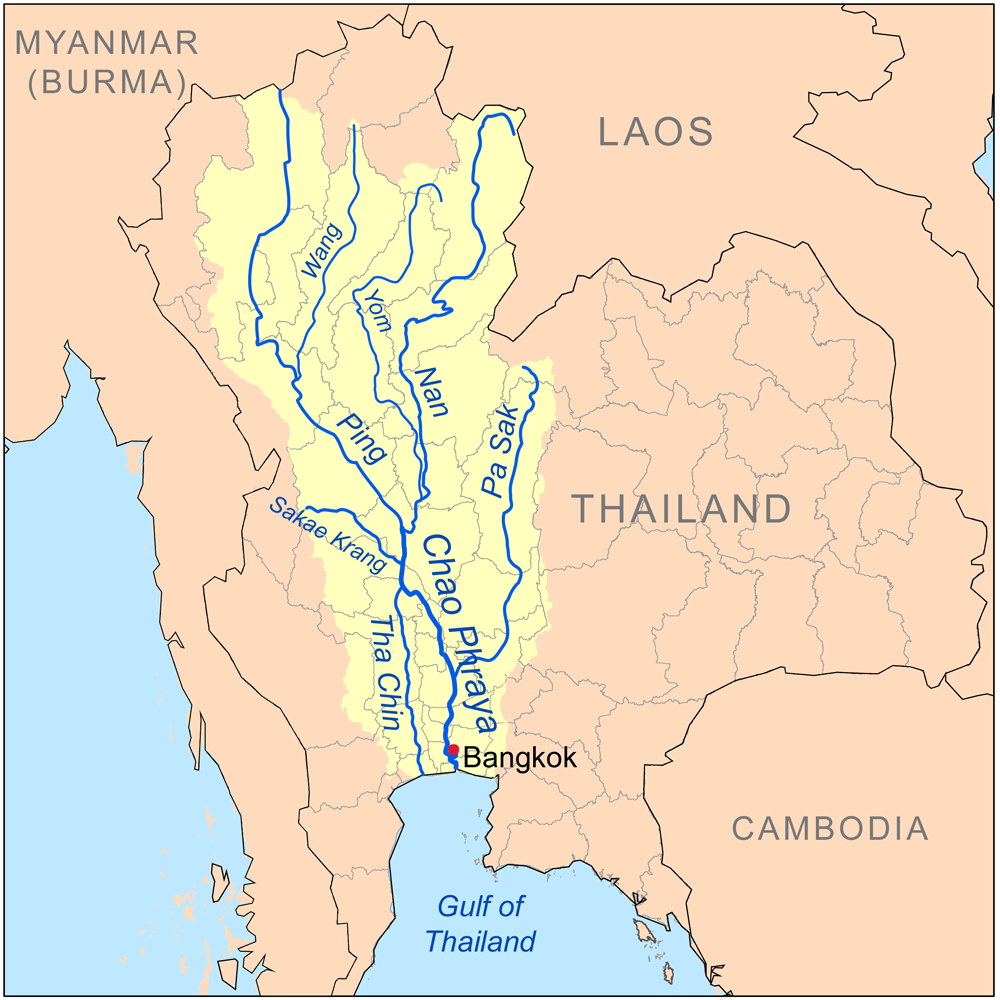
Lưu vực sông Chao Phraya

Các chi lưu cơ bản của sông Chao Phraya là sông Pa Sak, sông Sakae Krang, sông Nan (cùng với hợp lưu chính của nó là sông Yom), sông Ping (cùng với hợp lưu chính của nó là sông Wang), và sông Tha Chin. Mỗi một chi lưu này (và chính sông Chao Phraya) lại được các chi lưu cấp thấp hơn góp nước, chúng thường được gọi là khwae. Tất cả các chi lưu, bao gồm cả các khwae nhỏ hơn, tạo thành một mô hình kiểu cây rộng lớn, với các cành nhánh chảy xuyên qua gần như mọi tỉnh tại miền trung và bắc Thái Lan. Không có chi lưu nào của sông Chao Phraya vượt quá biên giới quốc gia. Sông Nan và sông Yom chảy gần như song song từ Phitsanulok tới Chumsaeng ở phía bắc tỉnh Nakhon Sawan. Sông Wang nhập vào sông Ping gần huyện Sam Ngao trong tỉnh Tak.

## Lưu vực sông Chao Phraya

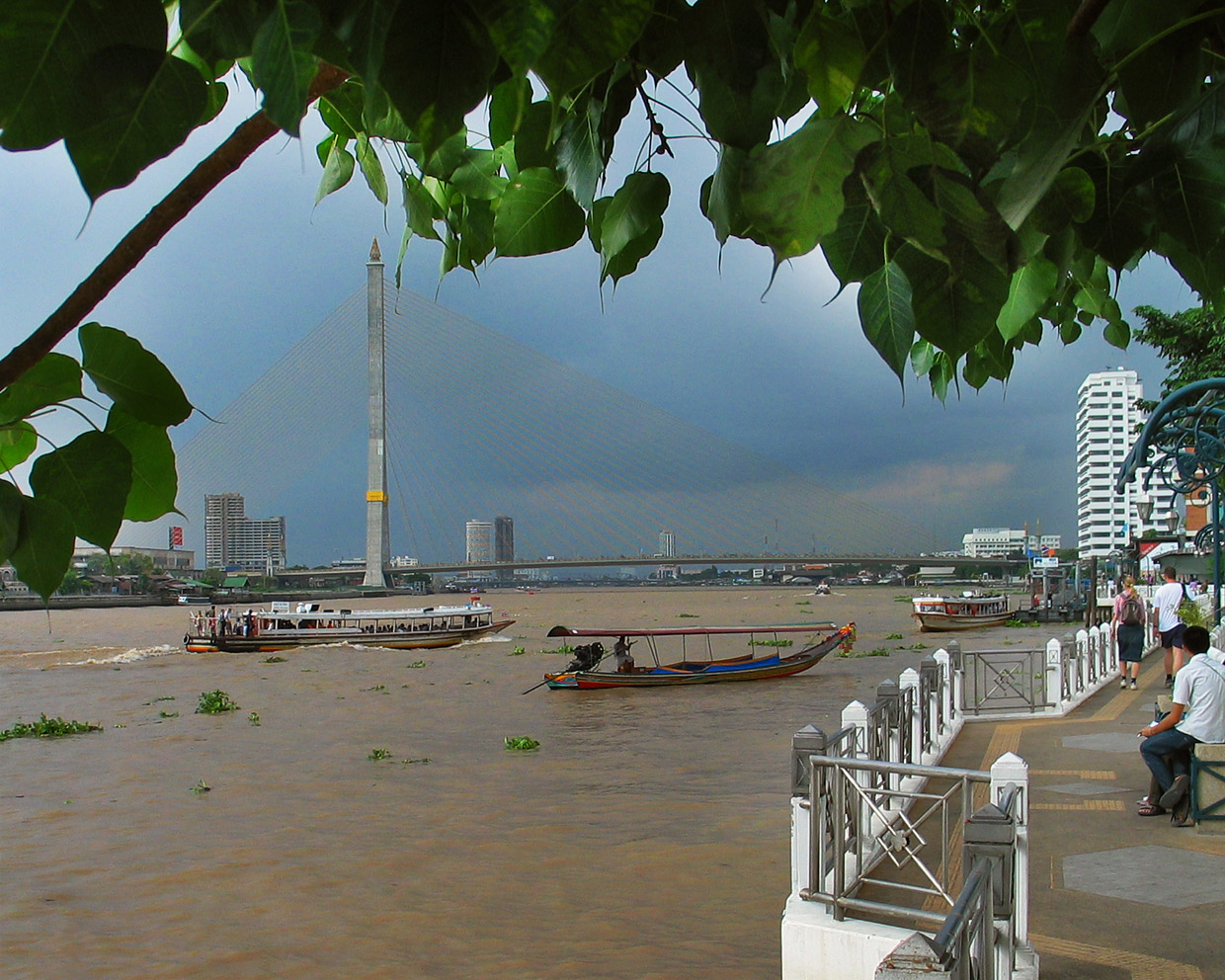
Sông Chao Phraya gần cầu Rama VIII.

Phần trải rộng của sông Chao Phraya và các chi lưu của nó, nghĩa là hệ thống sông Chao Phraya, cùng với các vùng đất mà lượng mưa rơi xuống đó đổ vào các con sông này, tạo thành lưu vực sông Chao Phraya. Lưu vực sông Chao Phraya là lưu vực lớn nhất tại Thái Lan, chiếm khoảng 35% toàn bộ diện tích đất đai của quốc gia này với diện tích khoảng 157.924 km² (60.975 dặm vuông Anh). Lưu vực của nó có thể chia ra thành các lưu vực nhỏ hơn như sau:
- Lưu vực sông Pa Sak
- Lưu vực sông Sakae Krang
- Lưu vực Đại Nan (bao gồm lưu vực sông Nan và lưu vực sông Yom, và thường được chia như vậy trong các phân tích tiêu nước)
- Lưu vực Đại Ping (bao gồm lưu vực sông Ping và lưu vực sông Wang, và thường được chia như vậy trong các phân tích tiêu nước)
- Lưu vực sông Tha Chin (lưu vực của phân lưu đáng kể nhất của sông Chao Phraya)
- Lưu vực sông Chao Phraya (các vùng đất thu nước của chính sông Chao Phraya, chứ không phải của các chi lưu chính của nó)

Ranh giới tự nhiên miền núi của các lưu vực này tạo thành đường chia nước, ở một mức độ nhất định, về mặt lịch sử đã cô lập Thái Lan ra khỏi các nền văn minh Đông Nam Á khác. Trên thực tế, ở miền bắc Thái Lan, đường chia nước này gần như tương ứng với một đoạn dài ranh giới chính trị của Thái Lan ngày nay. Các đoạn phía nam của ranh giới chia nước tương ứng ít hơn với ranh giới chính trị của quốc gia, do sự cô lập trong khu vực này đã bị hạn chế hơn do sự dễ dàng trong giao thông dọc theo các vùng đất thấp bao quanh vịnh Thái Lan, cho phép nền văn minh Thái hợp nhất có thể trải rộng ra khỏi các đường chia nước mà không gặp vấn đề gì.

### Lưu vực của chính sông Chao Phraya
Phần lưu vực của chính sông Chao Phraya được định nghĩa như là phần của lưu vực sông Chao Phraya do chính sông Chao Phraya thu nước, chứ không do các chi lưu chính của nó thu nước. Như thế, lưu vực của chính sông Chao Phraya chỉ chiếm diện tích 20.126 km² (7.771 dặm vuông Anh).

## Đồng bằng châu thổ sông Chao Phraya
Sông Tha Chin là phân lưu chính của sông Chao Phraya. Sự trải rộng của sông Chao Phraya và sông Tha Chin cùng các phân lưu nhỏ hơn của chúng, bắt đầu từ điểm mà các phân lưu bắt đầu rẽ ra, cùng các vùng đất nằm giữa chúng tạo thành một tam giác châu (đồng bằng châu thổ) với hai con sông này là ranh giới ngoài cùng nhất, được gọi là đồng bằng châu thổ sông Chao Phraya. Nhiều phân lưu của sông Chao Phraya được nối liền bằng các kênh đào phục vụ cho mục đích thủy lợi và giao thông.

## Các khu dân cư chính
Các đô thị chính dọc theo sông Chao Phraya có Nakhon Sawan, Uthai Thani, Chainat, Singburi, Ang Thong, Ayutthaya, Pathum Thani, Nonthaburi, Bangkok và Samut Prakan, được liệt kê theo trật tự từ bắc xuống nam. Các thành phố này là các đô thị có tầm quan trọng lịch sử đáng kể nhất cũng như là các khu dân cư đông đúc nhất của Thái Lan, do sự thuận lợi trong giao thông thủy của chúng.

## Các cây cầu chủ yếu
- Rama VI, cầu đường sắt của tuyến phía Nam
- Phra Pin-klao, gần Grand Palace
- Rama VIII, một cầu treo không đối xứng một tháp
- Rama IX, cầu dây văng bán đối xứng
- Cầu Mega, một phần của con đường vành đai công nghiệp

## Giao thông
Ở Bangkok, sông Chao Phraya là một huyết mạch giao thông đối với một mạng lưới phà và tắc xi nước.